# Théâtre des Confettis
 (juin 2022).
 (mars 2018).
Si vous disposez d'ouvrages ou d'articles de référence ou si vous connaissez des sites web de qualité traitant du thème abordé ici, merci de compléter l'article en donnant les références utiles à sa vérifiabilité et en les liant à la section « Notes et références ».
Le Théâtre des Confettis est une troupe de théâtre canadienne à Québec. Né de la complicité artistique de deux comédiennes[pas clair], Hélène Blanchard et Judith Savard, et d'un scénographe, Réal Sasseville, il a été fondé en 1977. 
La compagnie a à son actif trente productions et une expérience sonore immersive  (cinq contes quadriphoniques). Douze d’entre elles ont été traduites et présentées en anglais, deux ont été traduites et jouées en espagnol et une a de plus été traduite et jouée en portugais et en mandarin. Dix-sept de ces spectacles, ou les artistes qui y ont été associés, ont été finalistes ou lauréats pour différents prix à Québec, Montréal et Toronto, dont six Masques décernés par l’Académie québécoise du théâtre. Trois des textes créés par la compagnie ont été repris par des compagnies canadiennes et dix ont fait l’objet de publication.

## Description
(juin 2023).
Le Théâtre des Confettis est né à Québec en 1977 de la complicité de deux comédiennes[pas clair], Hélène Blanchard et Judith Savard, et d’un scénographe, Réal Sasseville. Dirigée depuis par Hélène Blanchard et Judith Savard, codirectrices artistiques et générales, la compagnie a à son actif trente productions et une expérience sonore immersive  (cinq contes quadriphoniques). Douze d’entre elles ont été traduites et présentées en anglais, deux ont été traduites et jouées en espagnol et une a de plus été traduite et jouée en portugais et en mandarin. Dix-sept de ces spectacles, ou les artistes qui y ont été associés, ont été finalistes ou lauréats pour différents prix à Québec, Montréal et Toronto, dont six Masques décernés par l’Académie québécoise du théâtre. Trois des textes créés par la compagnie ont été repris par des compagnies canadiennes et dix ont fait l’objet de publication. La compagnie est reconnue pour l’audace de ses choix et son apport important au développement de la dramaturgie enfance-jeunesse.
Pour chacune de ses réalisations, la compagnie cherche à conjuguer réalité et imaginaire, humour et fantaisie, veut émerveiller, séduire et émouvoir et tente aussi de susciter des questions, d’inciter à la réflexion et de favoriser un rapprochement entre enfants et adultes.

## Théâtrographie
- 2022 : Cadeau : ce qui me reste de toi, texte de Marcelle Dubois et mise en scène de Véronique Côté
- 2020 : La Voyageuse, textes et mises en lecture : Maryse Lapierre (Le gâteau réchauffe-cœur), Marie-Josée Bastien (Pour l’éternité) et Jean-Frédéric Messier (Jack Danielle), Véronique Côté (La mésange et le baobab) et Steve Gagnon (22 guimauves autour du monde)
- 2020 : Lou dans la nuit (Lou in the Night), texte et mise en scène de Maxime Robin
- 2018 : Conte du Soleil, texte et mise en scène de Philippe Soldevila
- 2016 : Les Choses berçantes (Sisters, the Warm Embrace), conception et mise en scène de Véronique Côté.
- 2014 : L'Histoire du grillon égaré dans un salon (The Chirping Cricket Lost in a Living Room), conception et mise en scène de Claudie Gagnon.
- 2014 : Conte de la neige, texte et mise en scène de Philippe Soldevila.
- 2013 : Clara dans les bois de Pier-Luc Lasalle, mise en scène de Hélène Blanchard.
- 2012 : Flots, tout ce qui brille voit (Waves, all that Glows Sees / Ondas, tudo o que brilha vê), conception et mise en scène de Véronique Côté.
- 2009 : Les Mécaniques célestes (Celestial Mechanics), conception et mise en scène de Claudie Gagnon.
- 2008 : Un Histoire pour Édouard de Lise Vaillancourt, mise en scène de Hélène Blanchard.
- 2006 : Conte de la Lune (Tales of the Moon / Cuento de la Luna) de Philippe Soldevila, inspiré de nouvelles de Pere Calders. Mise en scène de Philippe Soldevila. Traduction anglaise de Leanna Brodie. Traduction espagnole de Ignacio et Philippe Soldevila.
- 2004 : Wigwam, texte et mise en scène de Jean-Frédéric Messier. Traduction anglaise de Maureen LaBonté.
- 2003 : La Petite file qui sentait le papier de Erik Charpentier, mise en scène de Gill Champagne.
- 2002 : Contes-gouttes de Louise Bombardier, mise en scène de Louise Laprade.
- 2000 : Amour, délices et ogre (Goodies, Beasties and Sweethearts), conception et mise en scène de Claudie Gagnon.
- 1999 : Partie de quilles chez la reine de cœur de Jean-Frédéric Messier, mise en scène de Philippe Soldevila.
- 1998 : Un éléphant dans le cœur (« L » is for Elephant), texte et mise en scène de Jean-Frédéric Messier. Traduction anglaise de Richard Simas.
- 1997 : Le Petit dragon (Typhoon in the Kingdom of Dragons) de Lise Vaillancourt, mise en scène de Dennis O’Sullivan. Traduction anglaise de Linda Gaboriau.
- 1995 : Balade pour Fannie et Carcassonne (Friends Forever) de Lise Vaillancourt, mise en scène de Nino D’Introna. Traduction anglaise de Linda Gaboriau.
- 1993 : Conte de Jeanne-Marc, chevalière de la tour (The Tale of Joan Avark, Knight of the Tower) de Louise Bombardier, mise en scène de Jean-Frédéric Messier. Traduction anglaise de Shelley Tepperman.
- 1991 : Hippopotamie de Louise Bombardier, en collaboration avec Hélène Blanchard et Judith Savard. Mise en scène de Brigitte Haentjens.
- 1990 : Pleurer pour rire (Crying to Laugh) de Marcel Sabourin, mise en scène de Reynald Robinson. Traduction de John Van Burek. Spectacle originellement créé par le Théâtre de la Marmaille.
- 1986 : Comment devenir parfait en trois jours (How to Be a Perfect Person in just Three Days) de Gilles Gauthier d’après Be a Perfect Person in Just Three Days de Stephen Manes. Mise en scène de Robert Lepage. Traduction de Maureen LaBonté.
- 1984 : Partir en peur de Hélène Blanchard et Judith Savard, mise en scène de Robert Lepage.
- 1983 : De l'autre côté de la toile de Suzanne Lebeau, mise en scène de Marie-Hélène Gagnon.
- 1982 : Le Voyage de petit morceau (The Journey of Little Blue Piece), adapté par Hélène Blanchard, Judith Savard et Daniel Meilleur, d’après Pezzetino de Leo Lionni et du Théâtre de Galafronie. Mise en scène de Daniel Meilleur. Traduction anglaise de Françoise Donahue.
- 1981 : La Poudre d'escampette de Hélène Blanchard et Judith Savard, mise en scène de Michel Morency.
- 1980 : Un drôle d'épouvantail de Hélène Blanchard et Judith Savard, mise en scène de Michel Morency.
- 1979 : La Boîte à malices de Hélène Blanchard et Judith Savard, mise en scène de Michel Morency.
- 1978 : Le Chien Arachide de Hélène Blanchard et Judith Savard, mise en scène de Michel Morency.
- 1977 : La Bicyclette de Hélène Blanchard et Judith Savard, mise en scène de Michel Morency.